# 尤金·德布斯
尤金·维克多·“金尼”·德布斯（英語：Eugene Victor "Gene" Debs；1855年11月5日—1926年10月20日），美国工会领袖，国际工人联合会和世界产业工人联盟的创始人之一。

## 生平
曾于1900年代表美国社会民主党竞选美国总统，之后又分别于1904年、1908年、1912年与1920年四次代表美国社会党竞选总统。由于他在工人运动以及竞选活动中的表现，被认为是美国最知名的社会主义者之一。
曾領導普爾曼市火車工廠工人罷工，以抵抗資方降低工資，遭到聯邦軍隊介入與法庭禁制令而平息，事後德布斯被監禁。